# Латиноамериканская цивилизация

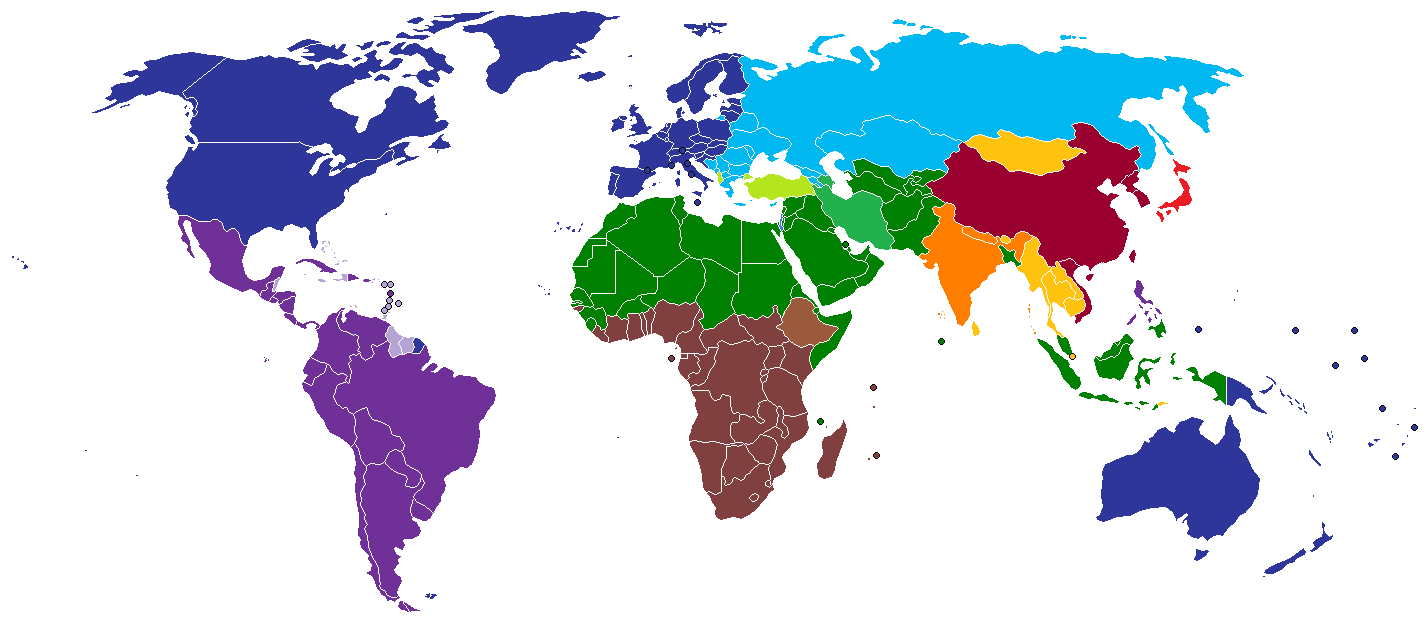
Карта этнокультурного разделения цивилизаций, построенная по концепции Хантингтона: западная культура (тёмно-синий цвет), латиноамериканская культура (фиолетовый цвет), японская культура (ярко-красный цвет), синская культура (тёмно-красный цвет), культура Индии (оранжевый цвет), исламская культура (зелёный цвет), православная культура (бирюзовый цвет), буддийская культура (жёлтый цвет) и африканская культура (коричневый цвет)

Латиноамериканская цивилизация — согласно теории гео-политолога Хантингтона, изложенной им в книге «Столкновение цивилизаций» — одна из девяти мировых цивилизаций (почти каждая из которых представляет собой большое сообщество из нескольких десятков похожих стран; за исключением разве что Японской и Индийской цивилизаций). Иногда рассматривается в качестве суб-цивилизации в составе Западной. Однако в отличие от Запада, в Латинской Америке исторически сложилась более клановая и авторитарная культура. Страны Латинской Америки не так развиты, как западные, но гораздо более развиты, чем большинство африканских и исламских; примерно на одном уровне с православными странами и Индией. Наиболее крупные и влиятельные страны Латинской Америки — Мексика и Бразилия.

## История
Современная латиноамериканская цивилизация основана на фундаменте Западной культуры. В то же время в ней присутствует существенный отпечаток древних цивилизаций Центральной и Южной Америки, таких как майя, ацтеки и инки, покорённых испанскими и португальскими конкистадорами в эпоху Великих географических открытий.